# Wettsteiniola accorsii
Wettsteiniola accorsii là một loài thực vật có hoa trong họ Podostemaceae. Loài này được (Toledo) P.Royen miêu tả khoa học đầu tiên năm 1951.